# فرانسوا بروآلد دو ورویل
فرانسوا بروآلد دو ورویل (به فرانسوی: François Béroalde de Verville) نویسنده و شاعر قرن شانزدهم میلادی اهل فرانسه است.
وی یک پروتستان فرانسوی بود، وی ارتباط نزدیکی با محیطهای فکری و خلاق در اواخر قرن 16 میلادی داشت ، نوشته‌های او در پوشش دادن به موضوعات تاریخ، ریاضیات، اپتیک، کیمیاگری، پزشکی، نقاشی، مجسمه سازی، عشق متفاوت، ابریشم و ... بودند .